# 第4届奥斯卡金像奖
第4届奥斯卡金像奖（英語：4th Academy Awards）于1931年11月10日在美国加利福尼亚州洛杉矶鲍曼比尔莫酒店举行，由美国电影艺术与科学学会颁发，旨在奖励于1930年8月1日至1931年7月31日制作完并上映的电影。
在颁奖典礼上，因影片《淘哥儿》被提名为最佳男演员的9岁的杰基·库珀在最佳女主角提名人玛丽·杜丝勒的肩膀上睡着了。当杜丝勒被宣布为获胜者上台领奖后，他不得不改睡在母亲的大腿上。
《壮志千秋》是第一部赢得最佳影片的西部片，并且是此后59年来唯一的一部（直到1991年的《与狼共舞》）。它获得了多达7项提名的记录，也是第一部获得2项以上奖项的电影。
杰基·库珀是第一个得到提名的童星，也是近50年莱最年轻的被提名者。他是奥斯卡奖有史以来第二年轻的奥斯卡提名者，也是唯一一位18岁以下获得最佳男演员提名者。
最佳男演员莱昂内尔·巴里摩尔在多个奖项中获得提名，并作为第2届奥斯卡金像奖《某夫人》最佳导演被提名者接受致敬。
此外，《壮志千秋》和《自由魂》成为首兩部得到多項表演类獎項提名的电影。

## 奖项
获奖者在最上方以显示
| 最佳製作(Outstanding production) - 《壮志千秋》 – 威廉·勒巴隆，雷电华电影 - 《空谷兰》 – 温菲尔德·希恩，福克斯电影公司 - 《犯罪的都市》 – 联美霍华德·休斯 - 《淘哥儿》 – 阿道夫·祖克尔，派拉蒙影业 - 《大探险》 – 欧文·托尔伯格，米高梅                              | 最佳导演(Directing) - 诺曼·陶罗格 – 《淘哥儿》 - 韦斯利·拉格尔斯 – 《壮志千秋》 - 克拉伦斯·布朗 – 《自由魂》 - 刘易斯·迈尔斯通 – 《犯罪的都市》 - 约瑟夫·冯·斯特恩伯格 – 《摩洛哥》 |
| 最佳男主角(Actor) - 赖尼尔·巴利摩 – 《自由魂》饰演Stephen Ashe - 杰基·库珀 – 《淘哥儿》饰演Skippy Skinner - 理查德·迪克斯 – 《壮志千秋》饰演Yancey Cravat - 弗雷德里克·马区 – 《百老汇的皇宫》饰演Tony Cavendish - 阿道夫·门吉欧 – 《犯罪的都市》饰演Walter Burns    | 最佳女主角(Actress) - 玛丽·杜丝勒 – 《拯女记》饰演Min Divot - 玛莲娜·迪特里茜 – 《摩洛哥》饰演Amy Jolly - 艾琳·邓恩 – 《壮志千秋》饰演Sabra - 安·哈丁 – 《假日》饰演Linda Seton - 瑙玛·希拉 – 《自由魂》饰演Jan Ashe |
| 最佳原創故事(Original Story) - 《拂晓侦查》 – 约翰·蒙克·桑德斯 - 《地狱之门》 – 罗兰·布朗 - 《笑声》 – 哈利·达巴迪·达拉斯特、道格拉斯·多蒂 和 唐纳德·奥格登·斯图尔特 - 《国民公敌》 – 约翰·布莱特 和 库贝克·格拉斯莫 - 《財色皆空》 – 吕西安·哈伯德 和 约瑟夫·杰克逊 | 最佳改编剧本(adaptation) - 《壮志千秋》 – 霍华德·埃斯塔布鲁克，基于埃德娜·费伯的小说 - 《刑法典》 – 塞顿·I·米勒和小弗莱德·尼布洛，根据马丁·弗莱文的话剧 - 《假日》 – 霍勒斯·杰克逊，根据菲利普·巴里的话剧 - 《小凯撒》 – 弗朗西斯·爱德华·法拉戈 和 罗伯特·N·李，根据威廉·伯内特的小说 - 《淘哥儿》 – 约瑟夫·曼凯维奇和山姆·明茨，根据珀西·克罗斯比的漫画 |
| 最佳艺术指导(Art direction) - 《壮志千秋》 – 麦克斯·雷 - 《五十年后之世界》 – 斯蒂芬·戈松 和 拉尔夫·哈梅拉斯 - 《摩洛哥》 – 汉斯·德雷尔 - 《斯文加利》 – 安东·格罗特 - 《哇呼！》 – 理查德·戴伊                                                                      | 最佳摄影(Cinematography) - 《禁忌》 – 弗洛伊德·克罗斯比 - 《壮志千秋》 – 爱德华·克朗杰格 - 《摩洛哥》 – 李·加姆斯 - 《爱的权利》 – 查尔斯·朗 - 《斯文加利》 – 巴尼·麦吉尔 |
| 最佳录音(recording) - 派拉蒙帕布利克斯音效部 - 米高梅音效部 - 雷电华电影音效部 - 塞缪尔·戈德温-联美影业音效部 | |

## 获得多项提名和奖项
| 以下7部电影获得多项提名： - 7项： 《壮志千秋》 - 4项： 《淘哥儿》、《摩洛哥》 - 3项： 《犯罪的都市》、《自由魂》 - 2项： 《假日》、《斯文加利》 | 以下1部电影获得多项大奖： - 3项： 《壮志千秋》 |